# Lac Mastigouche
Pour les articles homonymes, voir Mastigouche.
Le lac Mastigouche est un plan d'eau douce, situé dans la municipalité de Saint-Zénon, dans la municipalité régionale de comté (MRC) de Matawinie, dans la région administrative de Lanaudière, au Québec, au Canada.

## Géographie
Le lac Mastigouche s'approvisionne par le nord-ouest des eaux de la rivière Mastigouche dont le courant traverse le lac Mastigouche sur sa plein longueur, soit 4,5 km (orienté vers le sud-est), jusqu'à l'embouchure située à l'extrême sud-est. À partir de l'embouchure du lac, la rivière Mastigouche continue vers le sud, pour aller se déverser dans le lac Maskinongé.
Le lac Mastigouche s'approvisionne aussi de deux ruisseaux du côté ouest, de la décharge d'un lac sans nom du côté est et de la décharge du lac Casson (longueur : 2,7 km ; altitude : 457 m). Ce dernier lac comporte une longue zone de marécages au nord et une autre au sud-est du lac.
Le lac Mastigouche est le plus important plan d'eau drainé par la rivière Mastigouche. Il comporte une zone de marécageux au nord-ouest et sur la rive ouest, à 600 m de l'embouchure. Le chemin Desautel longe le lac Mastigouche par le côté ouest.

## Toponymie
Le toponyme "lac Mastigouche" a été officialisé le 5 décembre 1968 à la Banque des noms de lieux de la Commission de toponymie du Québec.